# 森元流那
森元 流那（もりもと るな、2002年〈平成14年〉2月11日 - ）は、日本の女性YouTuber、TikToker、元歌手、元アイドル。YouTuberグループ「ばんばんざい」、女性アイドルグループ「みぎてやじるし ひだりてはーと」の元メンバー。TWIN PLANET所属。
夫はYouTuberグループ「ESPOIR TRIBE」のはんくん。

## 来歴
2018年、テレビ東京の青春バラエティ番組『青春高校3年C組』のオーディションに落選。
2018年7月9日より、ABEMAの恋愛リアリティ番組『今日、好きになりました。第10弾』に出演し、たかひろこと吉田顕栄郎とカップル成立。2019年3月よりYouTubeチャンネル「るなぴろカップル」にて活動するも、9月に破局を報告。
2019年3月15日、ぎし、みゆと共にYouTuberグループ「ばんばんざい」を結成。
2019年8月20日、『今日、好きになりました。』の過去出演者によって結成された女性アイドルグループ「みぎてやじるし ひだりてはーと」のメンバーとして、ユニバーサルミュージックよりメジャーデビュー。2020年3月に同グループを卒業。
2021年7月23日、ばんばんざいが1stシングル「ラテ」をデジタルリリースし、インディーズデビュー。
2022年4月20日、20歳の記念に初の写真集「Mine #るなになる」をKADOKAWAより出版。
2023年7月14日、カラーコンタクトレンズブランド「TORICONINARU（トリコニナル）」のイメージモデルに就任。
2023年10月3日、週刊誌『FLASH』にて初のグラビアで表紙を飾る。
2023年10月24日、自身がプロデュースするランジェリーブランド「Lulumerry（ルルメリー）」を展開。
2024年8月10日、YouTuberグループ「ESPOIR TRIBE」のはんくんとの結婚を発表。
2024年12月18日、第一子妊娠、及び年内をもっての「ばんばんざい」からの卒業を発表。12月31日、同日公開の動画をもって「ばんばんざい」を卒業。卒業理由として「妊娠によって体調面の変化が大きく、今後の撮影に全力で挑めるとは100%言えなかった。また、ずっと母親になるのが夢だった」と語っている。
2025年5月26日、Luaazを退所し、新たにTWIN PLANETへの所属を発表。
2025年7月2日、第一子女児を出産したことを報告した。

## 人物
- 大阪府東大阪市出身[動画 5]。身長159cm[動画 6]。血液型はB型。
- 実家は大家族で、10人兄弟（7男3女）の6人目であり長女。兄弟は兄5人、弟2人、妹2人。[15]
- 小学生の頃のあだ名は「焦げパン」。中学時代はソフトテニス部に所属。
- 中学卒業後は高校へ進学せずに、地元の東大阪市にあるたこ焼き屋「たこえもん」新石切店でアルバイトをしていた。
- 2020年から柴犬とチワワのミックス犬の「ぼうちゃん」、2022年から2匹目の愛犬「アナ」を飼っている。
- ばんばんざいでは最年少であり、天然キャラ、妹キャラとしての役割を務めていた。

## 出演

### ウェブ番組
- 今日、好きになりました。第10弾（ABEMA、2018年7月9日 - 8月6日）[3]

### ミュージックビデオ
- きゃない 「花火」 （2023年1月1日）[動画 7]

- JOE 「終わりがあるなら始めたくないよ」（2023年3月1日）[動画 8]

### ディスクジャケット
- erica 「ガンバレ！〜夢へ向かって〜」（2023年6月28日）[16]

- Unpa 「記憶的モメンタム」（2024年2月7日）

### ゲーム
- プロ野球スピリッツA 「プロスピグランプリ」（KONAMI、2023年7月17日 - 8月17日・11月13日 - 12月14日・2024年2月26日 - 3月25日） - 秘書 役[17][18]
- プロ野球スピリッツ2024-2025 「myBALLPARK」（KONAMI、2024年9月19日） - 秘書 役[動画 9]

### イベント
- 東京ヤクルトスワローズ 対 読売ジャイアンツ 第11回戦 神宮球場 始球式（2023年7月15日）[19]
- ドンキカラコンフェス2023（2023年10月9日）[20]
- ドンキカラコンフェス2024（2024年9月21日）

## 広告

### 広報
- TORICONINARU イメージモデル（スウィート、2023年7月14日）[7]
- Lulumerry ディレクター（fast step、2023年10月24日）[10][11]

## 書籍

### 写真集
- 森元流那写真集 Mine #るなになる（KADOKAWA、2022年4月20日、ISBN 978-4046057075）[6]

### デジタル写真集
- FLASHデジタル写真集 森元流那 旅に出よう（光文社、2024年1月29日）

### 動画
1. ↑  “【自己紹介】ばんばんざい始動します！！！【グループ結成】”. YouTube. ばんばんざい (2019年3月15日). 2022年9月2日閲覧。
2. ↑  “【MV】ラテ / ばんばんざい”. YouTube. ばんばんざい (2021年7月23日). 2022年9月2日閲覧。
3. ↑  “3人で最後の熱海旅行が涙なしでは語れない最高の思い出になりました！”. YouTube. ばんばんざい (2024年12月31日). 2024年12月31日閲覧。
4. ↑  “るなが妊娠、そしてばんばんざいを卒業します”. YouTube. ばんばんざい (2024年12月18日). 2024年12月18日閲覧。
5. ↑  “【しくじりteacher】中卒で大家族育ちのるなの過去が衝撃すぎた。”. YouTube. ばんばんざい (2023年6月18日). 2023年8月7日閲覧。
6. ↑  “最近のプライベートを共有するためにNG無しで質問コーナーしてみた！”. YouTube. 流那チャンネル (2023年1月25日). 2023年2月7日閲覧。
7. ↑  “きゃない - 花火【OFFICIAL MUSIC VIDEO】”. YouTube. きゃない【OFFICIAL CHANNEL】 (2023年1月1日). 2023年1月15日閲覧。
8. ↑  “JOE / 終わりがあるなら始めたくないよ”. YouTube. avex (2023年3月1日). 2023年3月1日閲覧。
9. ↑  “動画クリエイターじゃなかったら、野球場で活躍する〇〇になりたい！森元流那さん：メイキング&インタビュー『プロ野球スピリッツ2024-2025』”. YouTube. パワプロ・プロスピ公式チャンネル (2024年7月11日). 2024年8月11日閲覧。